# Творогово (Бурятия)

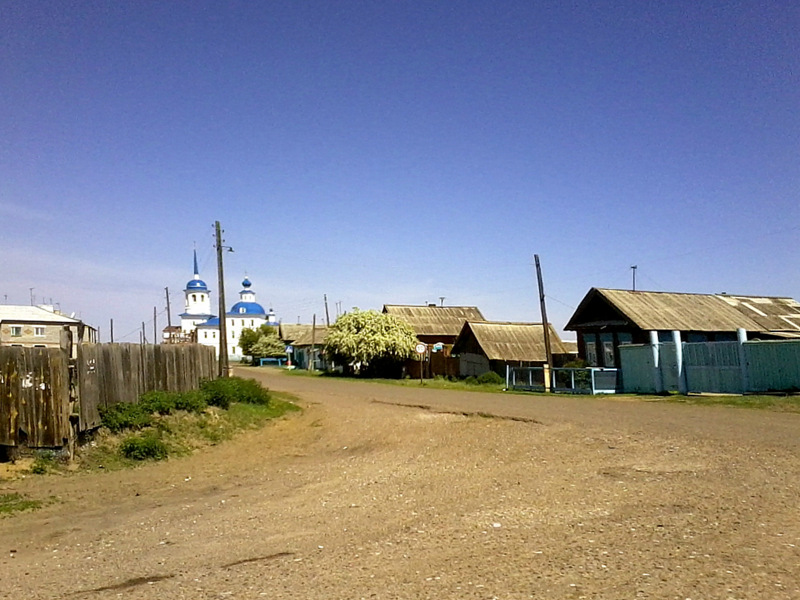
Советская улица

Творого́во — село в Кабанском районе Бурятии. Входит в сельское поселение «Твороговское» с административным центром в селе Шигаево.

## География
Расположено на левом берегу реки Селенги, на 26-м км региональной автодороги 03К-040, в 17,5 км северо-западнее районного центра — села Кабанска. В полукилометре от северной окраины Творогово находится центр сельского поселения — село Шигаево. Расстояние до побережья Байкала (залив Сор-Черкалово) — 16 км. 
Местность — равнина. К западу и югу лежит Кударинская степь с небольшими сосновыми борами, к северу и востоку — дельта Селенги, в средней части которой находится Кабанский заказник.

## История
В начале XVIII века Творогово являлось вотчиной Селенгинского Троицкого монастыря. В «Ведомости Селенгинского дистрикта по земельным делам» за 1740 год, наряду с другими поселениями от Верхнеудинска до Байкала, упоминается и Твороговская деревня. 
После восстания Емельяна Пугачёва в селе жили сосланные уральские казаки. Их основным занятием было рыболовство.
Разрешение на строительство церкви в Творогово было получено в 1709 году иеромонахом Иркутского Вознесенского монастыря Иоанникой Корытовым. Из-за частых отлучек Корытова строительство остановилось и заготовленный лес сгнил. В соседней Колесниковской слободе церковь Пресвятые Богородицы Казанские подвергалась опасности затопления Селенгой. Летом 1732 года церковь в Колесниково разобрали и перенесли в Творогово. 31 января 1734 года церковь была освящена под старым названием. В церкви хранился особо почитаемый Образ Божией Матери Неувядаемаго Цвета, привезённый из Москвы Корытовым
В 1735 году началось почтовое сообщение от Посольского монастыря до Кяхты. В Творогово действовала первая после Посольского монастыря почтовая станция.

В 1807 году была заложена каменная церковь, к 1811 году отстроен нижний придел во имя великомученицы Параскевы, в 1835 году храм был возведён окончательно с верхним приделом во имя Казанской иконы Божией Матери. 
 После восстания 1825 года через пристань Мурзино близ Творогово пролегал путь многих ссыльных декабристов. Братья Николай и Михаил Бестужевы пребывали в селе две недели в казённой избе недалеко от Богородице-Казанской церкви.
Василий Паршин, побывавший в селе в 1830-е годы, сравнивает его с малыми сибирскими городами, вроде Тюкалинска или Нерчинска. 
В 1921 году О. И. Толстихина обнаружила в окрестностях села стоянку человека железного века.

## Население
В 1900 году в селе проживало более 3205 человек.
| 2002 | 2010 |
| ---- | ---- |
| 736  | ↘669 |

## Экономика
- СПК «Твороговский» — животноводство, растениеводство.

## Инфраструктура
- почтовое отделение
- детский сад
- фельдшерско-акушерский пункт
- ТОС «Возрождение»

## Объекты культурного наследия
- Богородице-Казанская церковь (1809—1811)
 Объект культурного наследия народов РФ регионального значения. Рег. № 031410049810005 (ЕГРОКН)

## Люди, связанные с селом
- Юдин, Иван Корнилович — меньшевик, депутат Государственной Думы второго созыва Российской империи, отбывал в селе ссылку в 1912 году.